# Karl-Heinz Jungfer
Karl-Heinz Jungfer est un herpétologiste allemand.
Spécialiste des anoures néo-tropicaux, il travaille à l'École polytechnique fédérale de Zurich.

## Quelques taxons décrits
- Ameerega bilinguis (Jungfer, 1989)
- Oophaga vicentei (Jungfer, Weygoldt & Juraske, 1996)
- Ranitomeya claudiae (Jungfer, Lötters & Jörgens, 2000)
- Dendropsophus coffeus (Köhler, Jungfer & Reichle, 2005)
- Dendrobates nubeculosus Jungfer & Böhme, 2004
- Pristimantis samaipatae (Köhler et Jungfer, 1995)
- Osteocephalus deridens Jungfer, Ron, Seipp & Almendáriz, 2000
- Osteocephalus fuscifacies Jungfer, Ron, Seipp & Almendáriz, 2000